# Woud van Białowieża
Het Woud van Białowieża of Oerbos van Białowieża (IPA: bʲawɔˈvʲɛʐa, Pools: Puszcza Białowieska; Wit-Russisch: Белавежская пушча, Belavezjskaja poesjtsja) is een relict van de eens uitgestrekte laaglandoerbossen van Centraal-Europa dat nog in een min of meer natuurlijke staat is. De totale oppervlakte van het gebied is circa 1.500 km². Ongeveer 876 km² ligt tegenwoordig in Wit-Rusland en 624 km² ligt in Polen. In 1945 werd in het Jalta-akkoord overeengekomen dat de grens tussen de Sovjet-Unie en Polen door het bos van Białowieża zou lopen. Het vormt sinds het uiteenvallen van de Sovjet-Unie de grens tussen Polen en Wit-Rusland.

## Algemene informatie
Het Oerbos van Białowieża was een jachtdomein van de middeleeuwse Poolse koningen en later de Russische tsaren. Het boscomplex werd goed beheerd en beschermd door de opzichters van het gebied. Dit is de reden dat het bos van Białowieża het laatste gebied was waar de laaglandwisent (Bison bonasus bonasus) in het wild voorkwam. De Eerste Wereldoorlog bracht echter de genadeslag voor de soort en deze stierf ook hier uit. De laatste wisenten werden in 1919 gezien. Na de Eerste Wereldoorlog werd met succes een poging ondernomen om de soort van de ondergang te redden. Er werd een stamboek bijgehouden en gefokt met wisenten die overgebleven waren in dierentuin- en privécollecties. In 1952 vond de eerste uitzetting van wisenten ter herintroductie plaats in het Poolse deel van het bos. Het jaar daarop gebeurde hetzelfde in het Wit-Russische gedeelte.
In Polen valt een deel van het boscomplex ter grootte van 105,173 km² onder het Nationaal Park Białowieża. Dit nationaal park werd opgericht in 1932 en is gelegen ten noorden van het gelijknamige dorp Białowieża. Bovendien werd het Nationaal Park Białowieża in 1979 toegevoegd aan de lijst van natuurerfgoederen van UNESCO. In 1992 werd daar het gehele Wit-Russische deel, het Nationaal Park Belavezjskaja Poesjtsja aan toegevoegd. Een tweede uitbreiding van de werelderfgoedinschrijving volgde in 2014. Toen werd nog een uitgestrekt bosgebied aan de Poolse zijde van het natuurerfgoedpark toegevoegd.
Het zuiden van Nationaal Park Białowieża (Poolse deel) is strikt beschermd en kan alleen met een gids worden bezocht. Het gedeelte van het nationaal park dat ten noorden van de rivier Hwoźna ligt is vrij te betreden. Er is in zowel de Wit-Russische als de Poolse zijde een dierenpark aanwezig, waar dieren worden gehouden die inheems zijn in het bos of ooit inheems waren, zoals de wisent (Bison bonasus). Het Poolse dierenpark is te bereiken vanaf de provinciale weg tussen Białowieża en Hajnówka. Het dierenpark in Wit-Rusland is gelegen ten noordwesten van de plaats Kamenjoeki.

## Klimaat
Het Oerbos van Białowieża ligt in de overgangszone van de continentale en de boreale klimaatzone. De gemiddelde jaarlijkse neerslag is 640 mm, maar fluctueert sterk. Hiervan valt twee derde tussen april en oktober. De gemiddelde temperatuur in januari is -5 °C en in juli is dit 18 °C.

## Biotoop

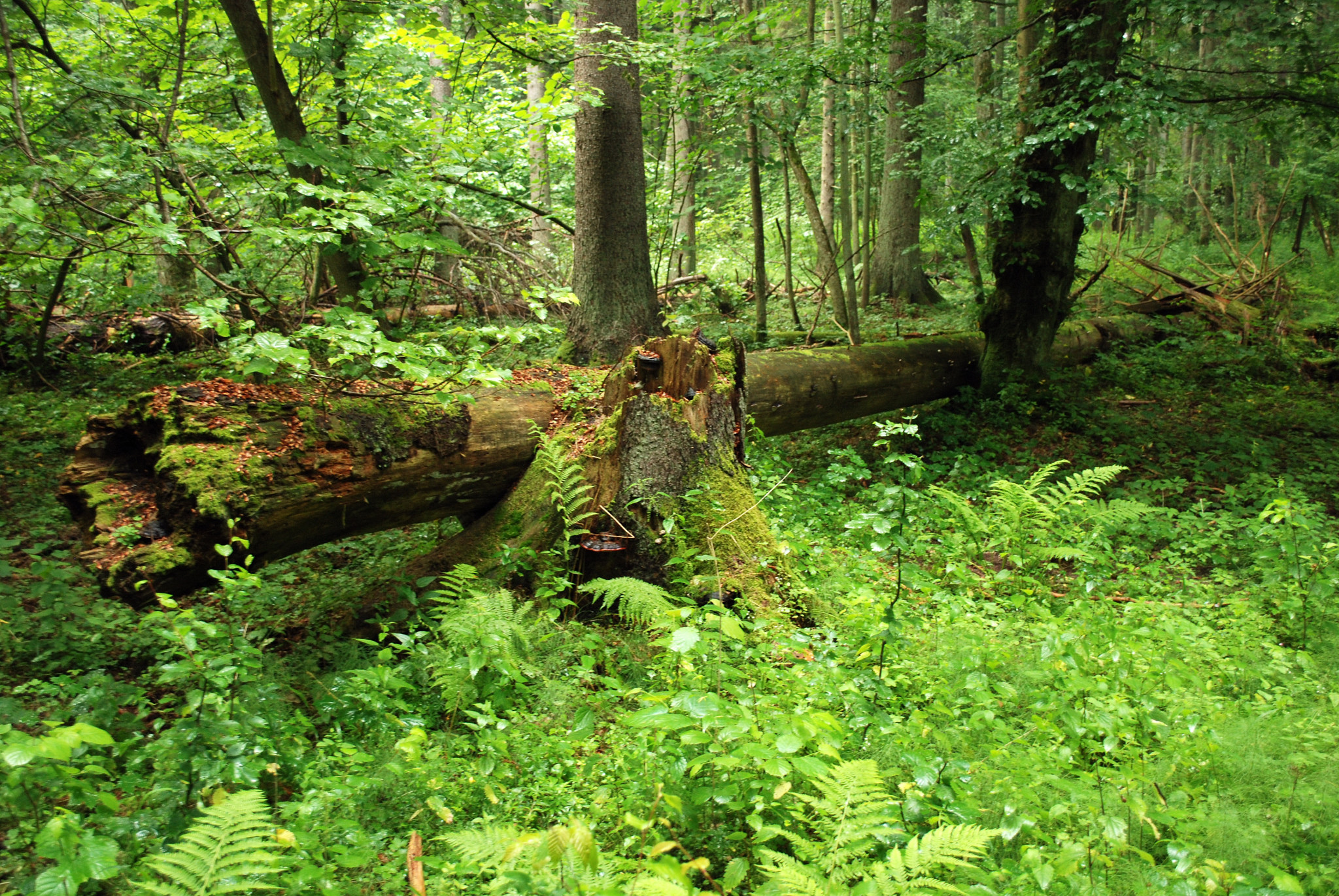
De bodemstructuur van een eiken-linden-haagbeukenbos (Tilio-Carpinetum).

Een van de meest kenmerkende bostypen in het Oerbos van Białowieża is het eiken-linden-haagbeukenverbond (Tilio-Carpinetum). Het is in dit bostype mogelijk om eeuwenoude zomereiken (Quercus robur), winterlindes (Tilia cordata), haagbeuken (Carpinus betulus), Noorse esdoorns (Acer platanoides), fijnspar (Picea abies) en de zeldzame bergiep (Ulmus glabra) aan te treffen. Andere opvallende bostypen zijn het elzen-essenbronbos (Fraxino-Alnetum) en het elzenmoerasbos (Ribeso-Alnetum), waarin de zwarte els (Alnus glutinosa) de belangrijkste boomsoort is. Ook zijn er zeer natte boreale sparrenbossen (Sphagno-Girgensohnii Piceetum), ook sparrenbroekbos genoemd, waarin de fijnspar de meest belangrijke boomsoort is. Een voorbeeld hiervan is te zien in het reservaat Wysokie Bagno, ten oosten van het dorp Białowieża. Ook stromen er kleine rivieren door het gebied, zoals de Narewka, Łutownia, Roedavka, Hwoźna en Leśna Prawa. In de stroomdalen van deze rivieren zijn rietlanden en vochtige graslanden beeldbepalend. In het noordoosten van het boscomplex ligt tevens een uitgestrekt veenmoeras.

## Flora en fauna

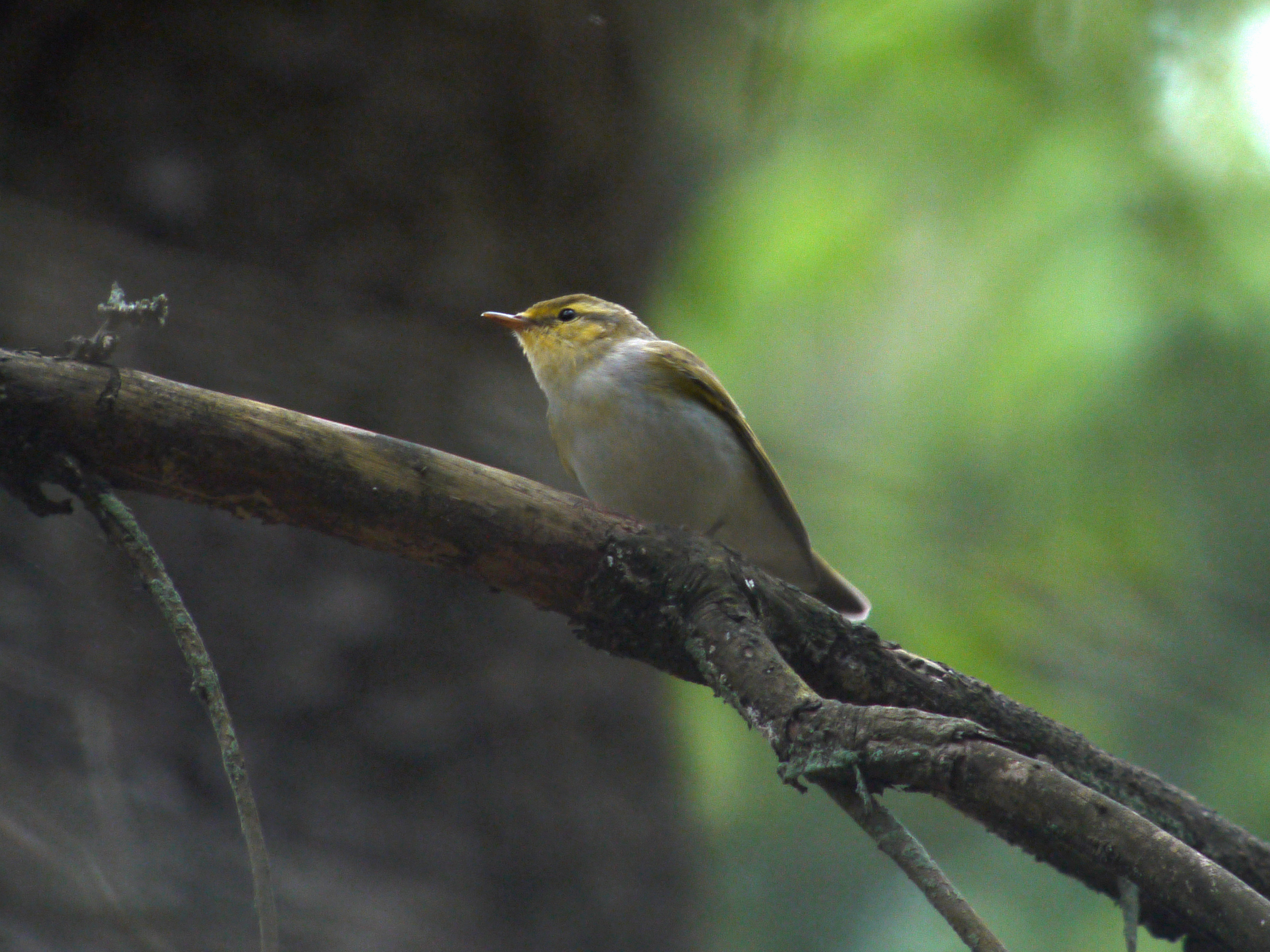
Fluiters (Phylloscopus sibilatrix) zijn zeer algemeen in het Oerbos van Białowieża.

In het historische oerbos zijn meer dan 1.200 plantensoorten vastgesteld, waaronder voorjaarsbloeiers als grote muur (Stellaria holostea), leverbloempje (Anemone hepatica), voorjaarslathyrus (Lathyrus vernus), donkersporig bosviooltje (Viola reichenbachiana), ongevlekt longkruid (Pulmonaria obscura) en bosanemoon (Anemone nemorosa). Vooral de laatstgenoemde vormt in het voorjaar uitgestrekte bloemtapijten op de bosbodem.
In het boscomplex werden in de 20e eeuw bevers (Castor fiber) en wisenten geherintroduceerd. Deze soorten delen tegenwoordig hun leefomgeving met andere iconische zoogdieren als de wolf (Canis lupus), Euraziatische lynx (Lynx lynx), eland (Alces alces), edelhert (Cervus elaphus), ree (Capreolus capreolus), wezel (Mustela nivalis) en wild zwijn (Sus scrofa).
Daarnaast is het gebied welbekend onder ornithologen. Zo komen er in het Oerbos van Białowieża negen spechtensoorten voor, waaronder de zeldzame drieteenspecht (Picoides tridactylus) en witrugspecht (Dendrocopos leucotos). Deze worden vergezeld door soorten als kleine vliegenvanger (Ficedula parva), withalsvliegenvanger (Ficedula albicollis), dwerguil (Glaucidium passerinum), schreeuwarend (Clanga pomarina) en hazelhoen (Tetrastes bonasia). Lokaal zijn ook territoria van de ruigpootuil (Aegolius funereus) aanwezig. Aan de Wit-Russische zijde broeden voorts enkele laplanduilen (Strix nebulosa) en een forse populatie waterrietzangers (Acrocephalus paludicola).
Ook zijn er circa 3.000 schimmels vastgesteld. In het voorjaar is onder andere de rode kelkzwam (Sarcoscypha coccinea) te zien.

## Bedreigingen

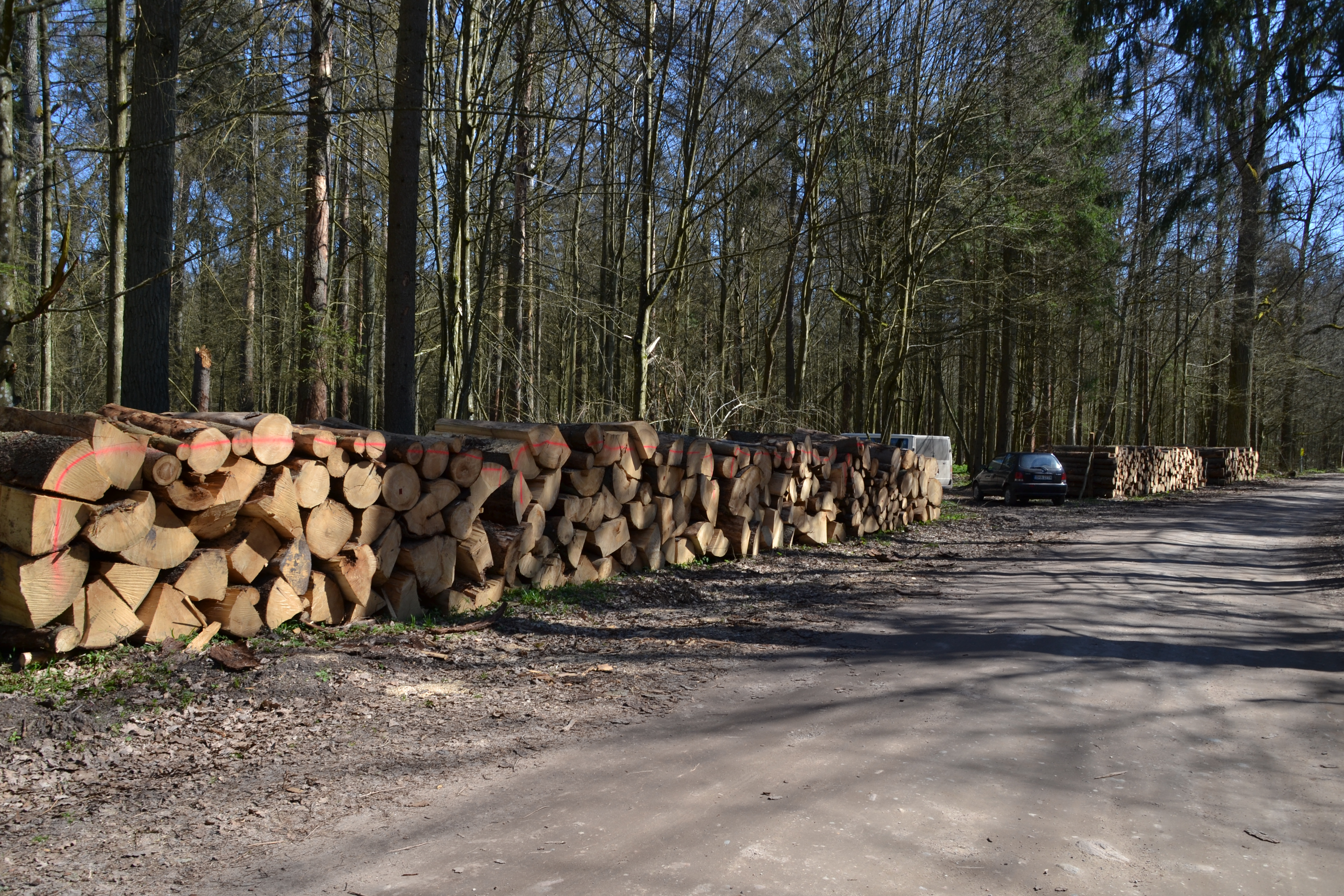
In mei 2016 is het Poolse Staatsbosbeheer op grote schaal begonnen met houtkap in het oude bos (Foto: Droga Narewkowska, 4 april 2017).

Het bos is onderwerp van veel biologische studies en de kern heeft sinds 1921 de status van natuurreservaat, maar niet onbedreigd. Doordat het bos eeuwenlang de status van koninklijk jachtterrein had, werd het beschermd voor uitgebreide kap. Toch zijn vele diersoorten daardoor uitgeroeid en later weer opnieuw geïntroduceerd. De Russische tsaren hebben in de 19e eeuw, toen dit deel van Polen onder hun heerschappij viel, een wegenstelsel in de vorm van een ruitpatroon laten aanleggen met onderlinge afstanden van een Russische werst (ongeveer 1067 meter). Zo kon men gemakkelijker diep in het bos komen. Dat wegenpatroon ligt er nog steeds. De Duitse bezetters legden in de Eerste Wereldoorlog een spoorwegennet aan om zo sneller het gekapte hout te kunnen afvoeren. Sinds die tijd is de kap van het bos doorgegaan tot op de dag van vandaag.

### Toename van houtkap
Poolse en Wit-Russische wetenschappers maken zich zorgen over de toekomst van het bos. In Wit-Rusland is in de tweede helft van 2003 nog een oppervlakte van 300 hectare van dit oerbos gekapt. Al decennialang zijn er plannen om het gebied met de status nationaal park in Polen uit te breiden. De Poolse regering echter is eind 1999 gezwicht onder de druk van plaatselijke jagers, houtvesters en recreatie-ondernemers en heeft dit nog steeds niet aangedurfd. Vervolgens werd in 2008 een beheersplan overeengekomen met de Europese Commissie als antwoord op de toegenomen houtkap in het Natura 2000-gebied.

### Escalatie

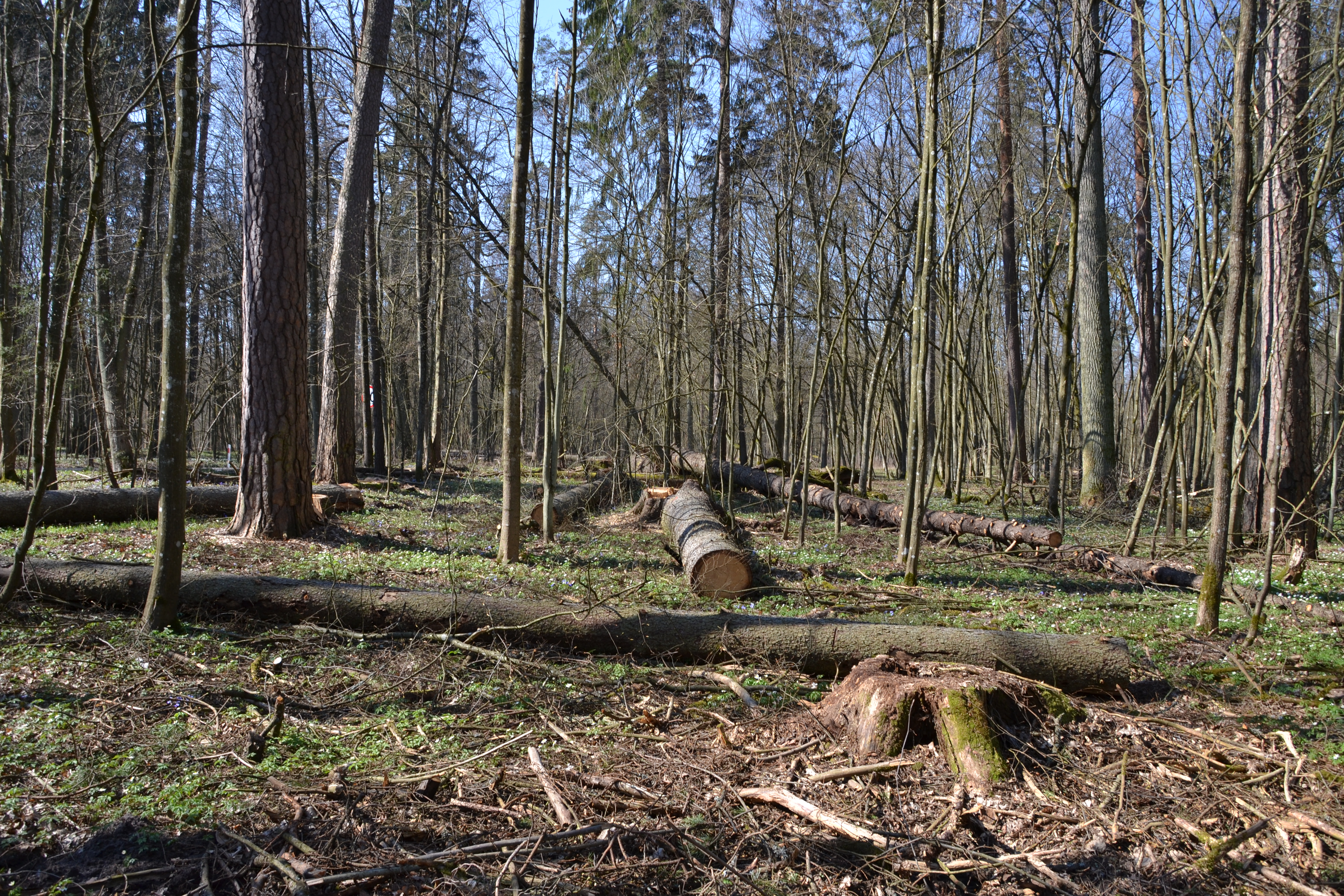
Grootschalige houtkap in het werelderfgoedgebied (Foto: Landschapsreservaat prof. Władysław Szafer, 2 april 2017).

Terwijl men in Wit-Rusland werkt aan de verwildering van het bos, nemen in Polen de spanningen toe. Ondanks nationale en internationale protesten heeft de in 2015 verkozen Poolse regeringspartij Recht en Rechtvaardigheid (PiS) opdracht gegeven tot intensivering van de houtkap in het oerbos. De regering meent dat het kappen gerechtvaardigd is vanwege een uitgebroken plaag van de letterzetter (Ips typographus), een keversoort. Zo stelt Milieuminister Jan Szyszko dat het kappen van de bomen noodzakelijk is voor het behoud van beschermde biotopen en bescherming van wandelaars. Tegenstanders van de plannen weerspreken de noodzaak om te kappen en zeggen dat de dynamiek tussen fijnsparren en letterzetters een natuurlijk fenomeen is en dat fijnsparren zich al duizenden jaren in het bos weten te handhaven. Ook benadrukken zij het belang van afstervend hout voor de biodiversiteit.
Wetenschappers uit de Raad van Natuurbescherming (32 van de 39) die kritiek hadden geuit op de plannen van Szyszko werden ontslagen en vervangen door voorstanders van de kapplannen. Het nieuwe beheersplan houdt in dat er in tien jaar tijd 188.000 m³ aan hout wordt gekapt in plaats van 63.000 m³. De plannen van Szyszko werden door UNESCO, de IUCN, de Europese Commissie, wetenschappers en talloze natuurbeschermingsorganisaties over de hele wereld veroordeeld.
In mei 2016 kondigde het Poolse Staatsbosbeheer aan dat de houtkap in het werelderfgoed ging beginnen. De uitvoering van deze plannen resulteerde in grootschalige houtkap langs de provinciale weg tussen Hajnówka en Białowieża. Hierop volgend is de Europese Commissie een inbreukprocedure begonnen voor het schenden van de Vogel- en Habitatrichtlijn.
Begin 2017 escaleert de situatie verder en worden grote delen van het oude bos onder de zaag genomen tussen Białowieża en Hajnówka/Narewka. Dit vond merendeels plaats in door UNESCO beschermde delen van het bos. Tegelijkertijd zijn de meeste boswegen in het gebied voor onbepaalde tijd gesloten voor toerisme. Het is inmiddels ook duidelijk dat er tientallen zomereiken en honderden exemplaren van andere boomsoorten zijn gekapt, wat in tegenspraak is met het letterzetter-argument van Szyszko.
De Commissaris van Milieu van de EU, Karmenu Vella, maande de Poolse regering in maart 2017 per direct te stoppen met de houtkap. Omdat de regering hier geen gehoor aan gaf binnen de gestelde termijn besloot de Europese Commissie op 13 juli 2017 dat Polen zich bij het Europees Hof van Justitie moet verantwoorden.
Op 28 juli 2017 stelde het Europees Hof van Justitie een noodverbod in op grootschalige houtkap in het Oerbos van Białowieża. De uitspraak van het Hof heeft bevestigd waar de Europese Unie, UNESCO en het merendeel van de wetenschappelijke gemeenschap zich zorgen over maken — dat niet de letterzetter, maar de toename van houtkap de biodiversiteit schade berokkent aan Białowieża. De toegepaste maatregel van het Hof werd slechts drie keer eerder gebruikt in natuurbeschermingskwesties.

## Trivia
- In het Wit-Russische deel van het bos werd op 8 december 1991 door de leiders van de Russische, Oekraïense en Wit-Russische Sovjetrepublieken de overeenkomst tot ontbinding van de Sovjet-Unie gesloten.[5]

## Afbeeldingen

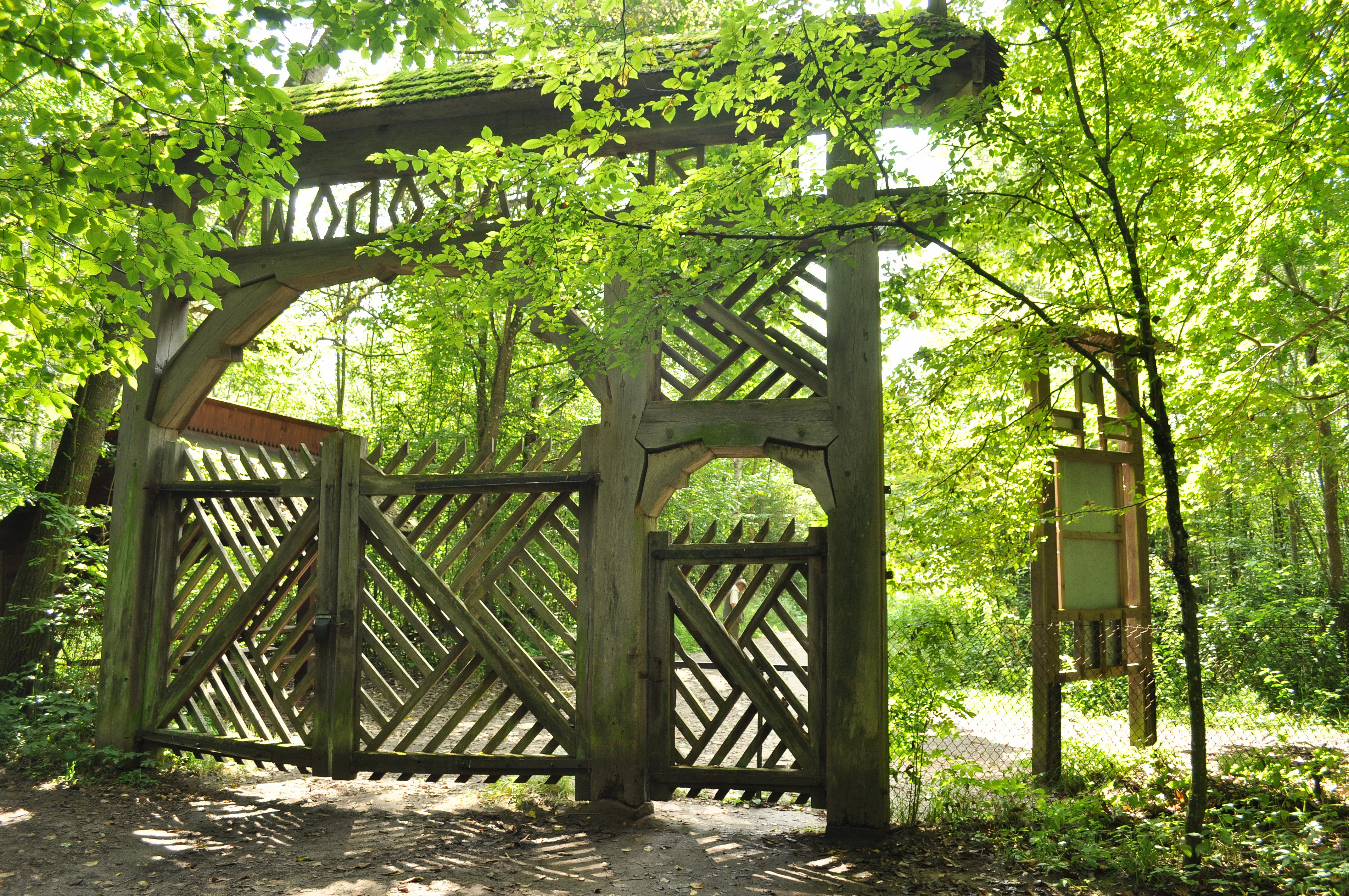
Toegangspoort naar Nationaal Park Białowieża.
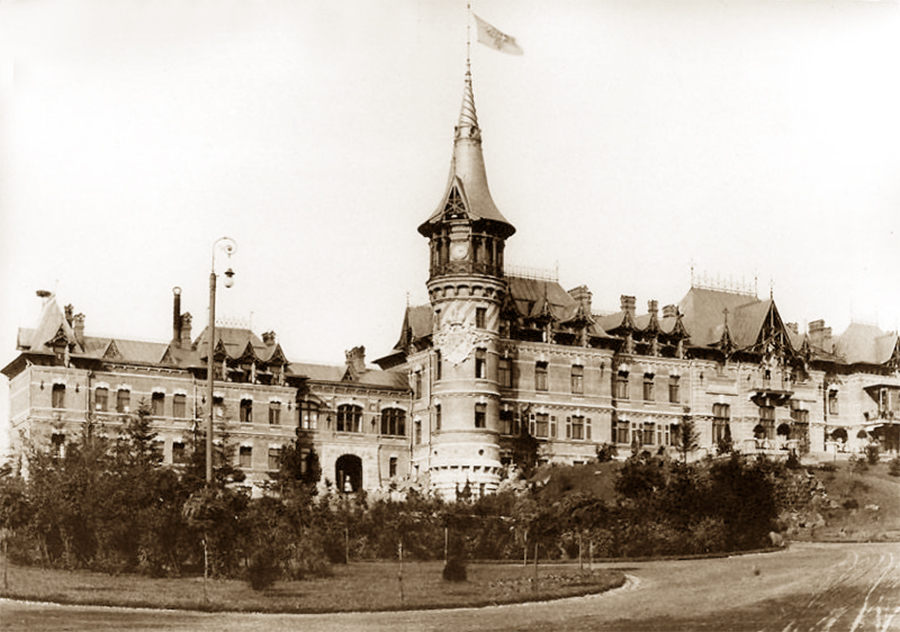
Voormalig paleis van de Russische tsaar in Białowieża.
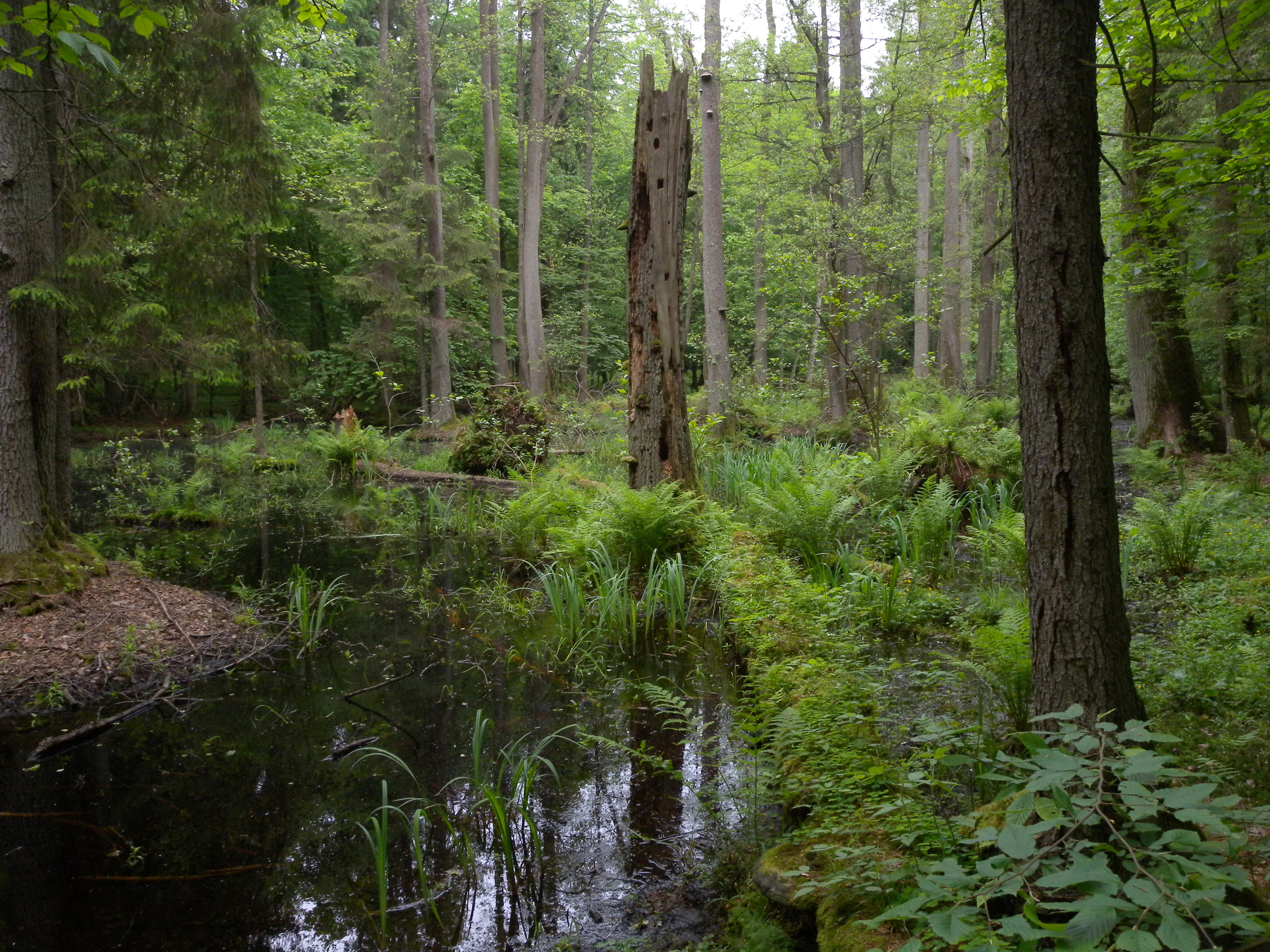
Sparrenbroekbos in N.P. Białowieża.
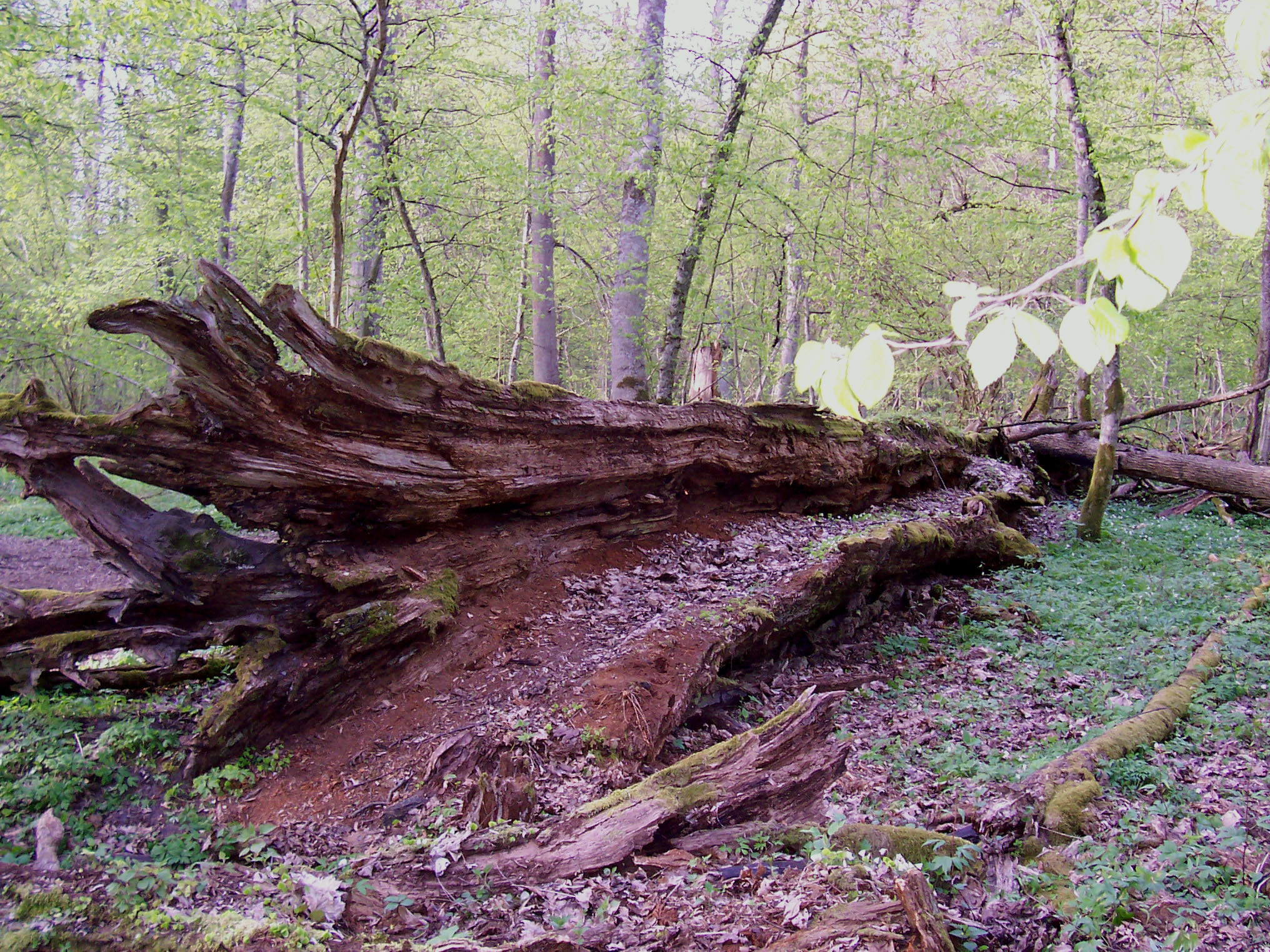
De Jagiełło-eik, vernoemd naar de voormalige Poolse koning Wladislaus II Jagiełło (ca. 1351-1434).
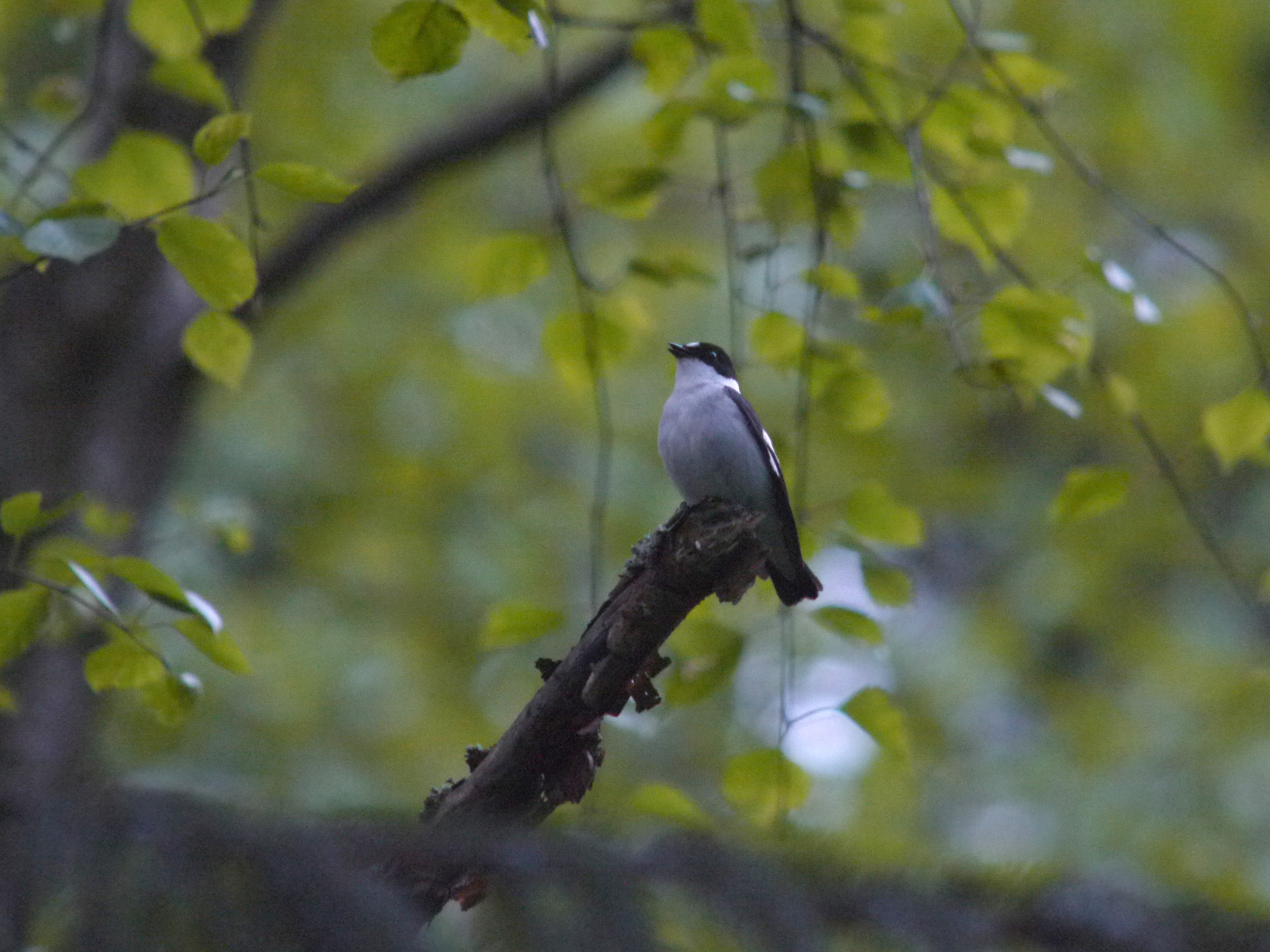
Een mannelijke withalsvliegenvanger (Ficedula albicollis) in Białowieża.
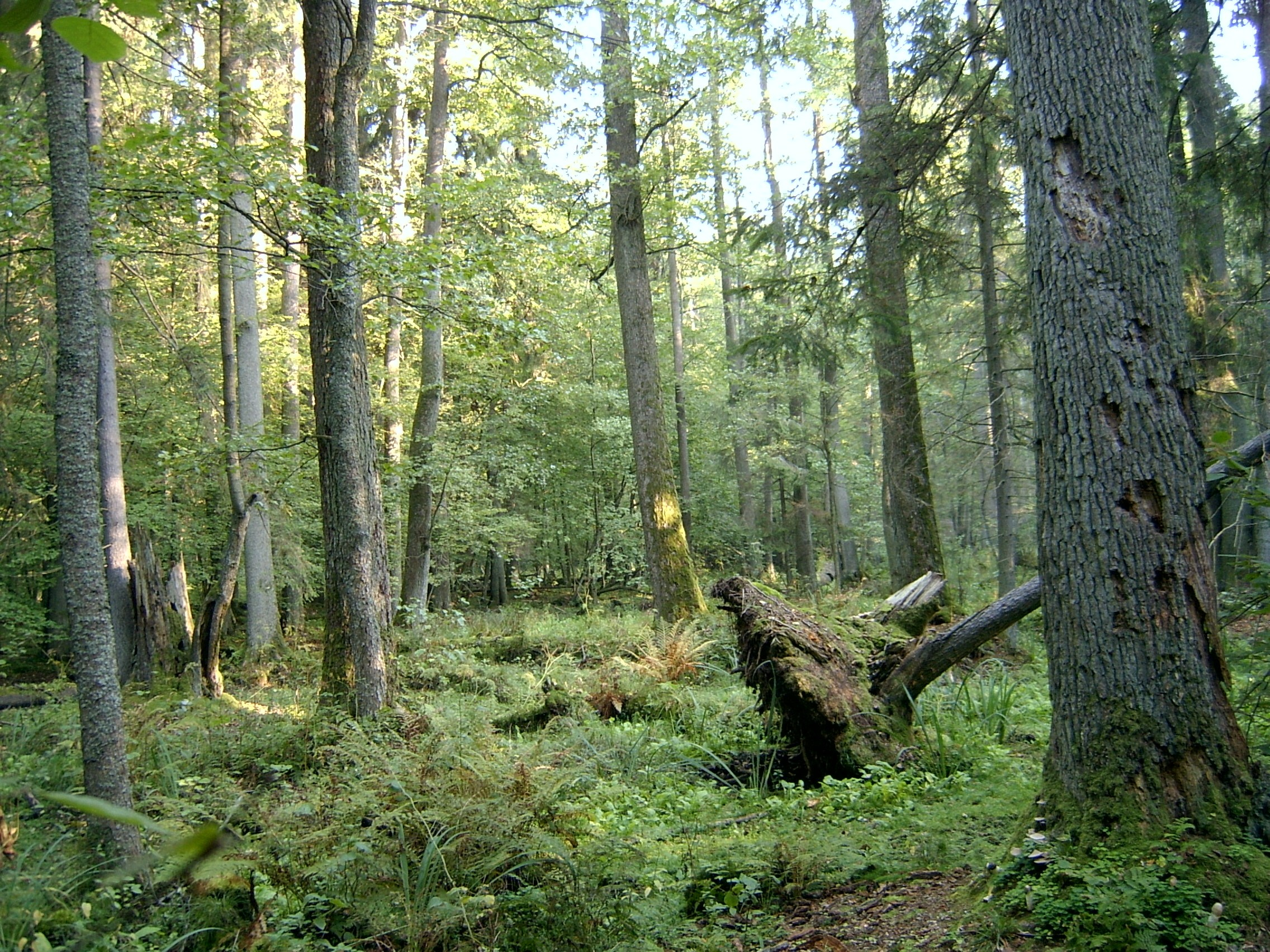
Oerbos van Białowieża.
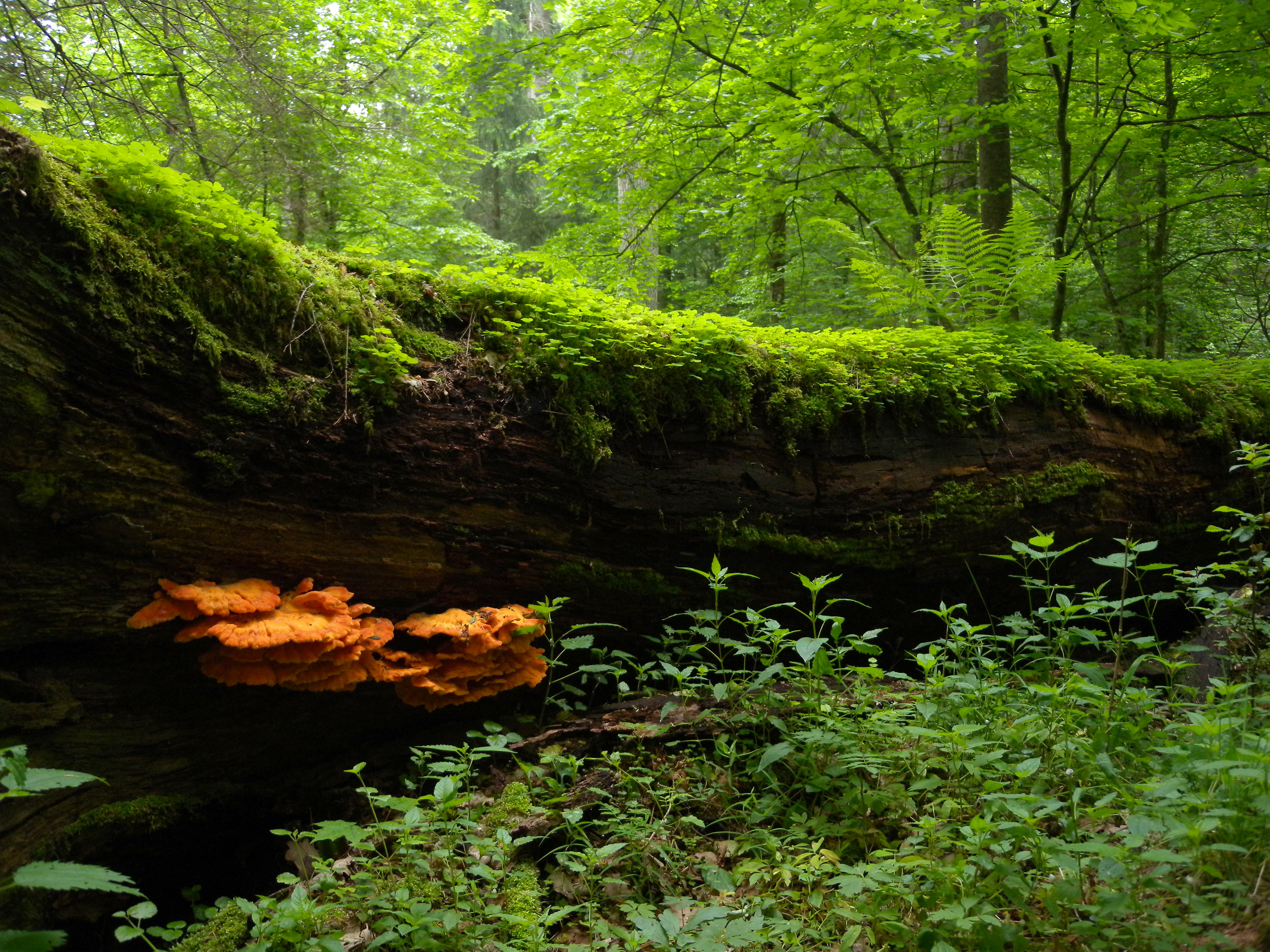
Omgevallen bomen brengen nieuw leven.
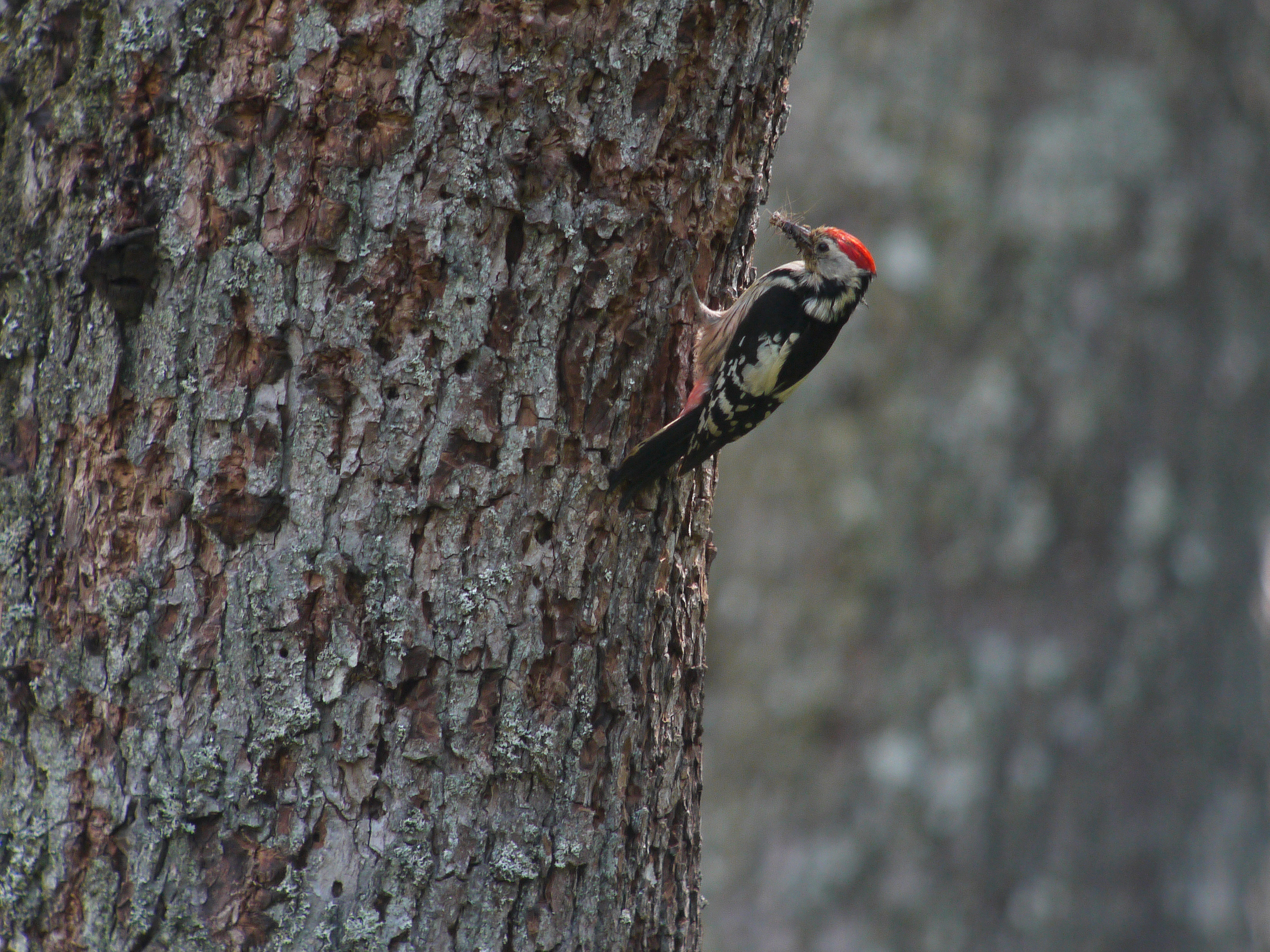
De middelste bonte specht (Dendrocopos medius), een van de negen soorten spechten in het historische oerbos.
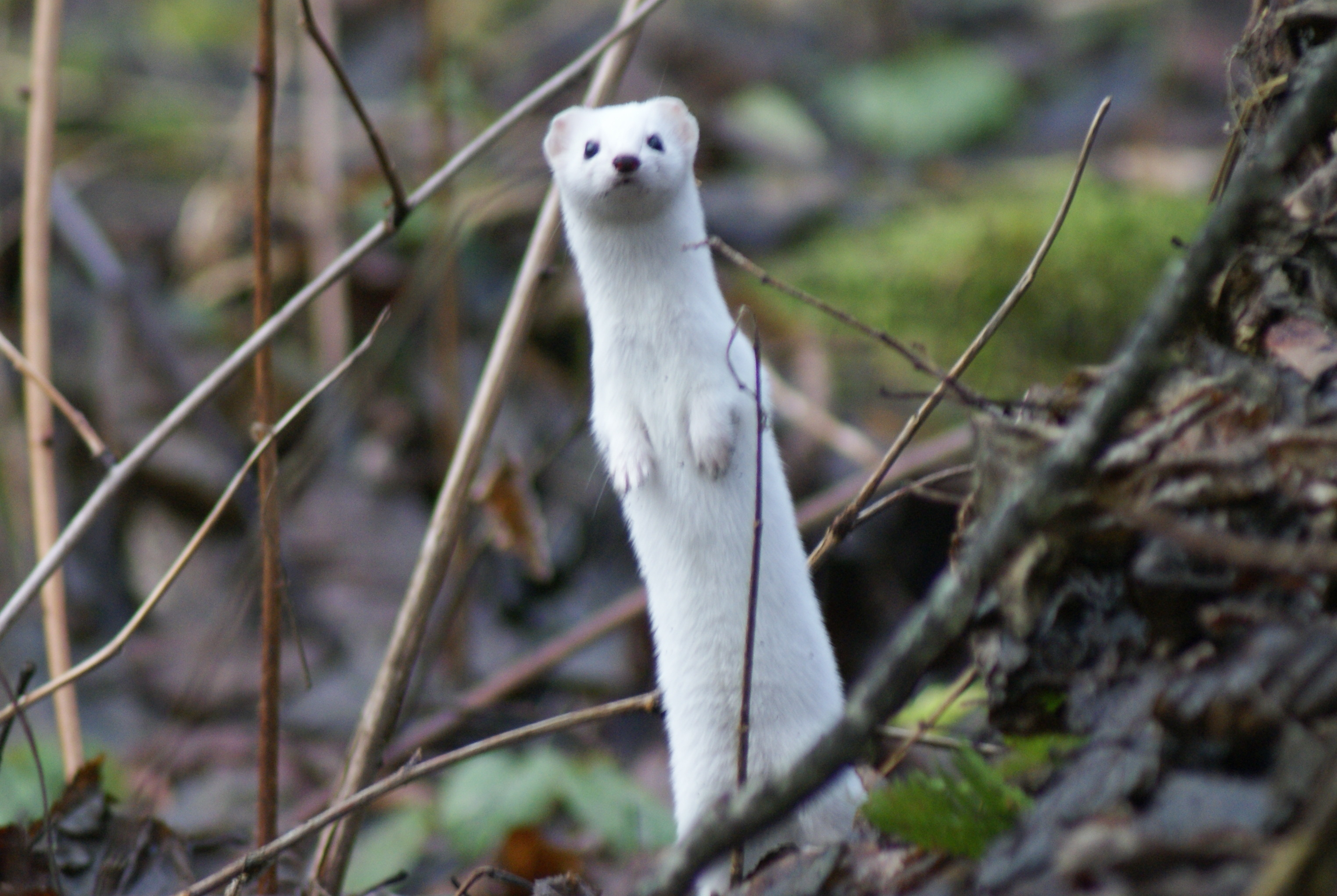
Wezel (Mustela nivalis) in wintervacht in het Oerbos van Białowieża.
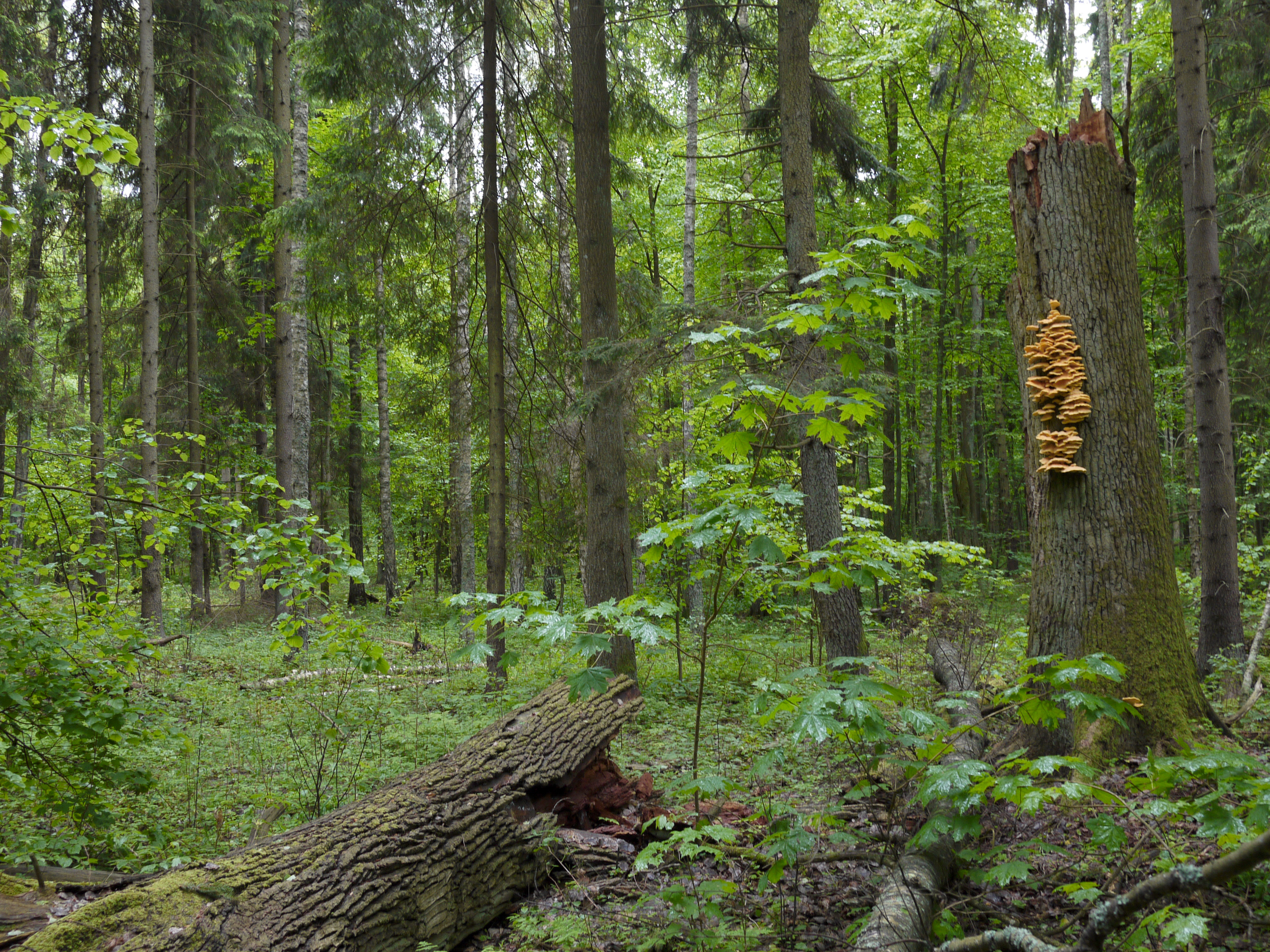
Onaangeraakte delen van het boscomplex zijn zeer structuurrijk.
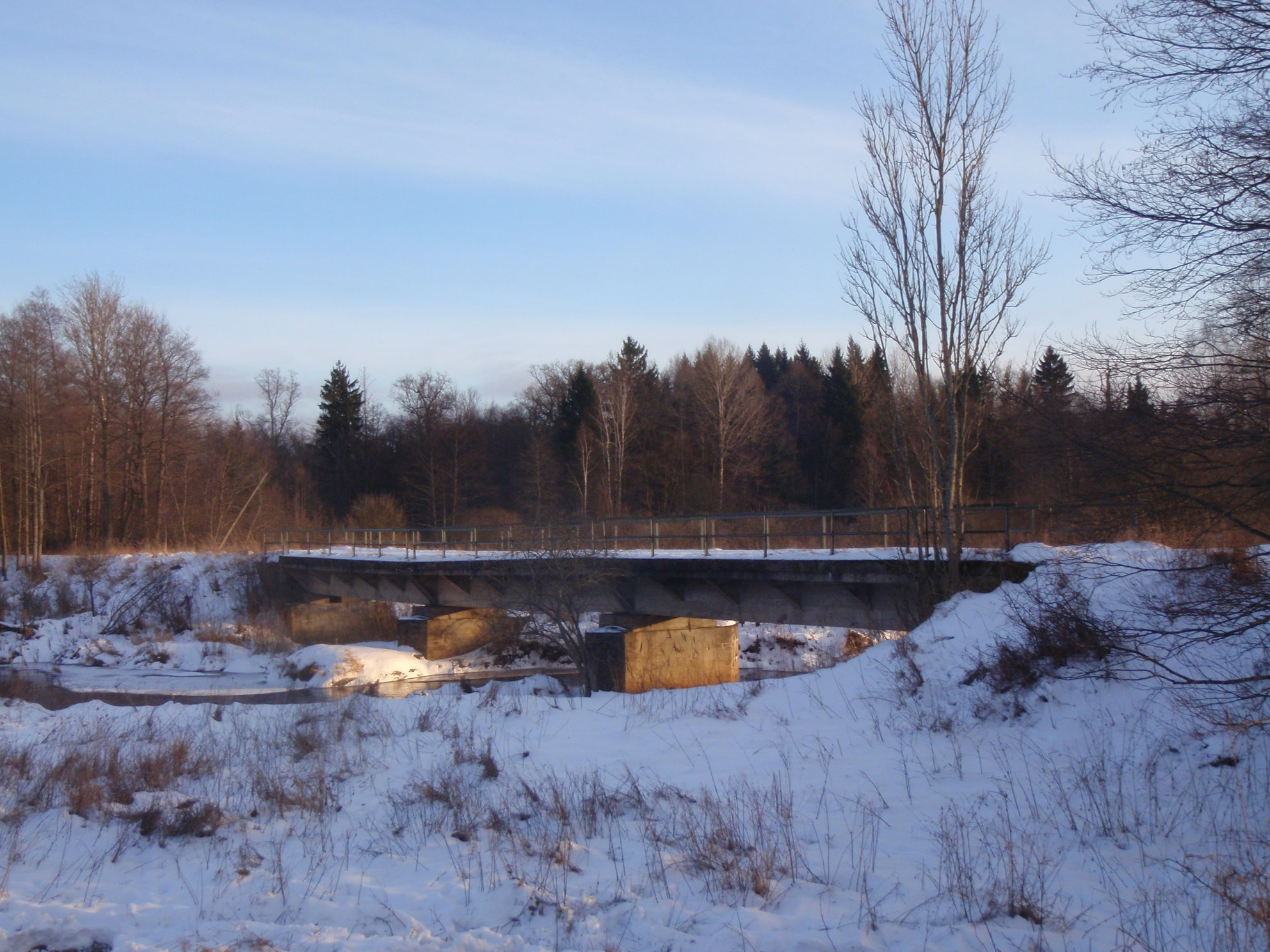
Oude spoorbrug over de Narewka, nabij observatiepunt Kosy Most.
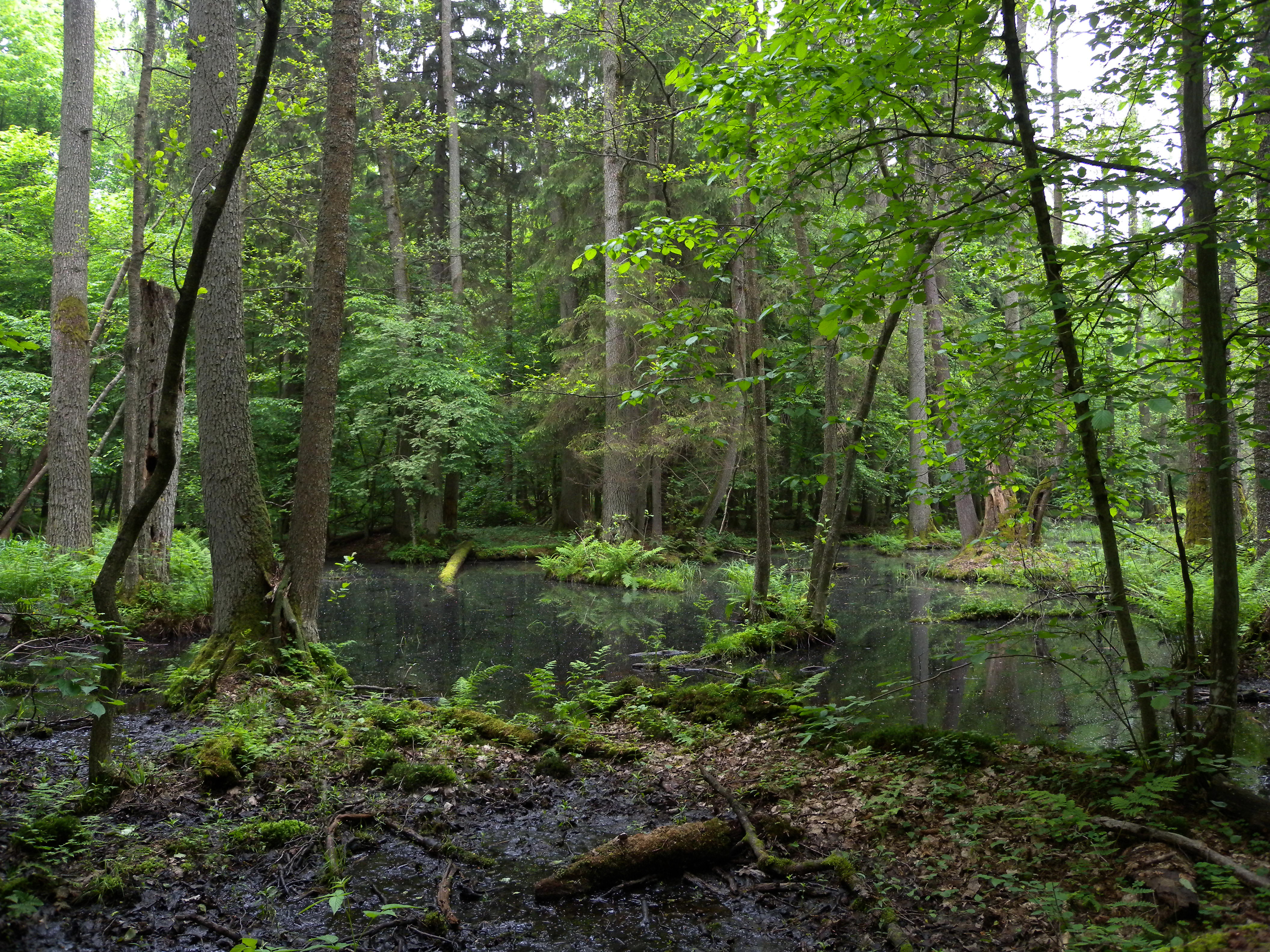
Sparrenbroekbos in N.P. Białowieża.
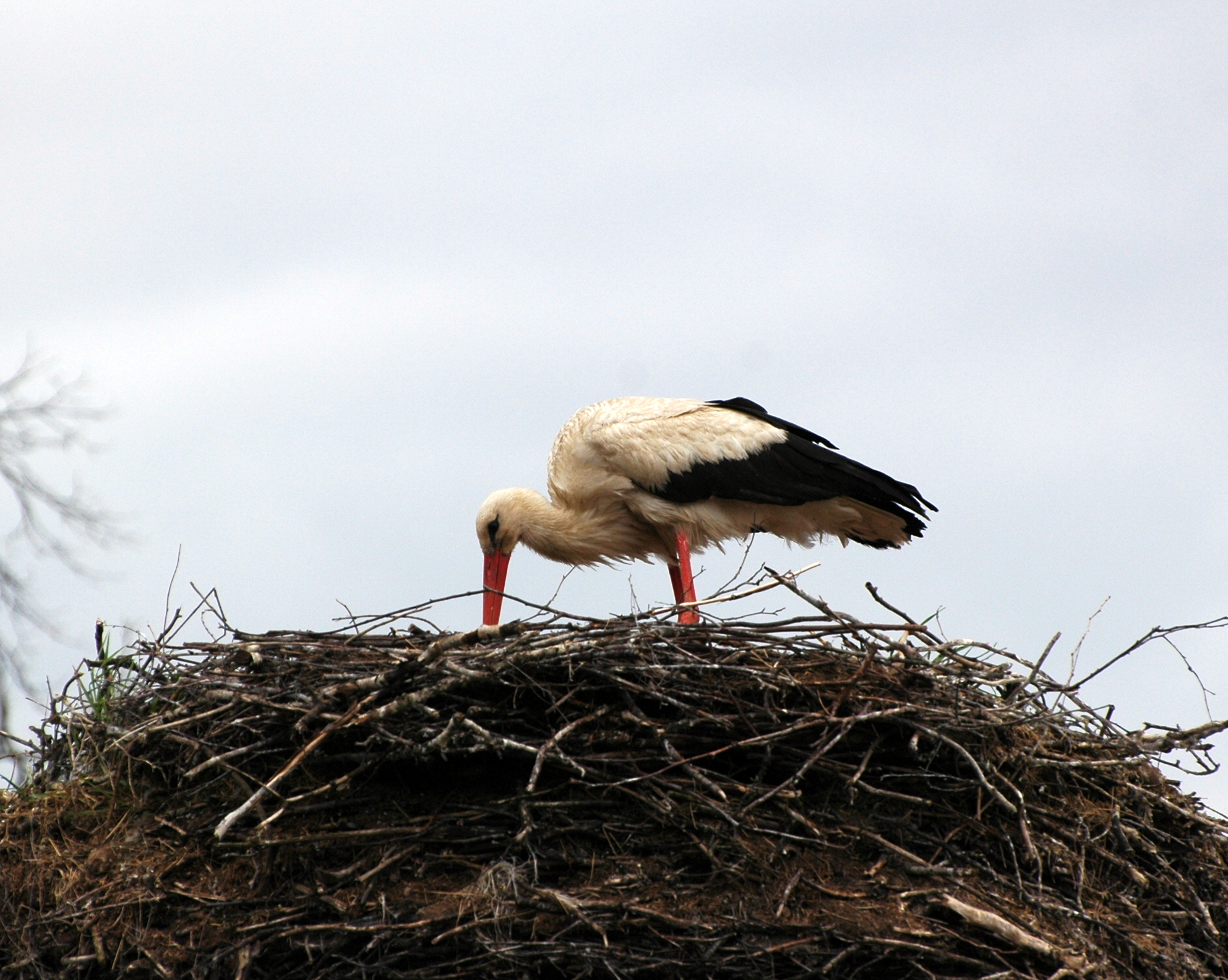
Ooievaars (Ciconia ciconia) broeden in de dorpen binnen het Oerbos van Białowieża.
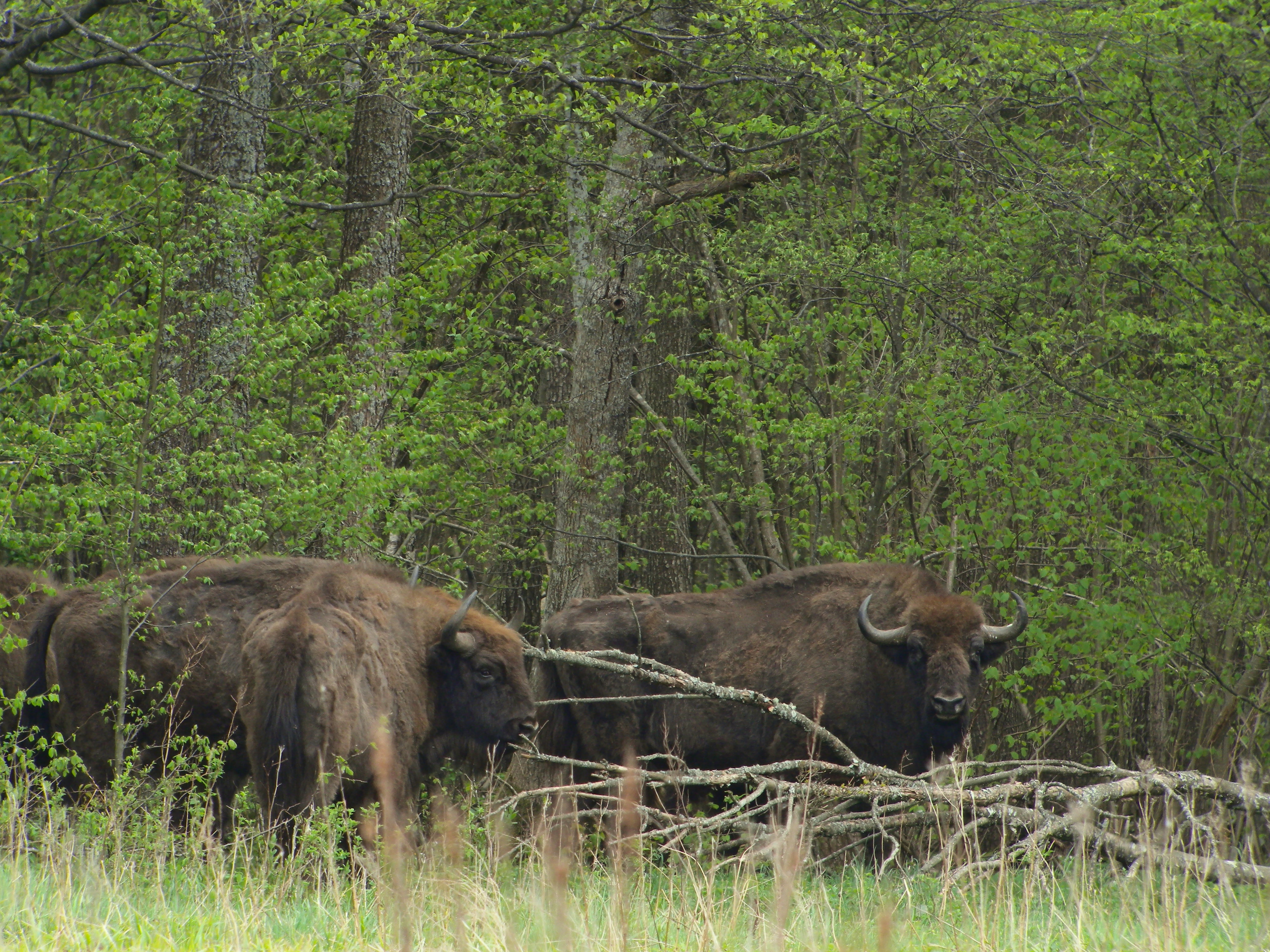
Wisenten (Bison bonasus) in het Oerbos van Białowieża.

Historisch centrum van Krakau · Koninklijke Wieliczka- en Bochnia-zoutmijnen · Auschwitz-Birkenau: Duits naziconcentratie- en -vernietigingskamp · Woud van Białowieża · Historisch centrum van Warschau · Oude stad Zamość · Middeleeuwse stad Toruń · Kasteel van de Duitse ridderorde in Malbork · Kalwaria Zebrzydowska: maniëristisch architectuur-en parklandschapcomplex en bedevaartspark · Vredeskerken in Jawor en Świdnica · Houten kerken van zuidelijk Małopolska · Muskauer Park / Park Muzakowski · Hala Stulecia in Wrocław · Houten tserkva's van de Karpaten in Polen en Oekraïne· Lood-zilver-zinkmijn van Tarnowskie Góry en haar ondergrondse waterbeheersysteem · Prehistorische mijnstreek van gestreepte vuursteen van Krzemionki · Oude en voorhistorische beukenbossen van de Karpaten en andere regio's van Europa
Woud van Białowieża · Kasteel Mir · Architectonische, residentiële en culturele complex van de familie Radziwill in Nesvizh · Geodetische boog van Struve
- Gemeinsame Normdatei: 4212270-3
- Library of Congress Control Number: nb2017004487
- Nationale Bibliotheek van Tsjechië: ge442381
- Nationale Bibliotheek van Israël: 987007284611005171
- Système universitaire de documentation: 164392653
- Virtual International Authority File: 300383180